# ۲۱۱ (پیش از میلاد)
۲۱۱ (پیش از میلاد) ۲۱۱مین سال قبل از تقویم میلادی است.